# Big Crunch

Big Crunch

In cosmologia, il Big Crunch è un modello del destino ultimo dell'universo secondo cui esso  smetterà di espandersi e inizierà a contrarsi fino a collassare su se stesso, in maniera simmetrica al Big Bang.

## Descrizione
L'ipotesi del Big Crunch sostiene che se la forza di gravità generata da tutta la materia ed energia nell'orizzonte osservabile è abbastanza grande, potrà fermare l'espansione dell'Universo e dare inizio a una contrazione, fino ad  arrivare a una singolarità gravitazionale. È impossibile dire cosa succederebbe in seguito, perché il tempo stesso si fermerebbe. La possibilità di conciliare il Big Crunch con il secondo principio della termodinamica attende ancora una spiegazione.
Non è neppure chiaro cosa succederebbe negli ultimi istanti della contrazione. L'Universo non sarebbe esattamente simmetrico rispetto al momento della sua nascita, perché nel frattempo le stelle avrebbero emesso una notevole quantità di energia. Questa energia aggiuntiva sembra però trascurabile e l'unica differenza significativa sarebbe la presenza di numerosi buchi neri di varie dimensioni, che tenderebbero a crescere velocemente per la materia inglobata a causa della pressione esterna. Per poter descrivere compiutamente gli eventi finali occorrerebbe una teoria della gravità quantistica, verso la quale si orienta molto lavoro teorico ma che è ancora da scoprire.

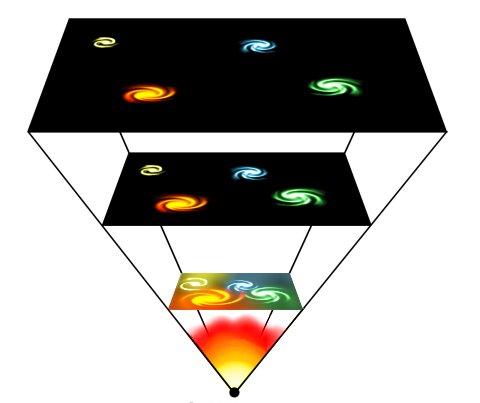

Perché il Big Crunch possa verificarsi, la densità media della materia-energia presente nell'Universo deve essere superiore ad un certo valore critico, solitamente indicato con {\displaystyle \Omega } (e stimato in 3 protoni al metro cubo o energia equivalente), talché la curvatura complessiva dello spaziotempo risulti positiva, come la superficie di una sfera. Se la densità è invece minore del valore della densità critica, la curvatura è negativa (come una superficie iperbolica, simile ad una sella), e la gravità sarebbe troppo debole per poter contrastare l'espansione, che verrebbe rallentata, ma non fermata. Questi due casi e il caso limite intermedio in cui la densità è esattamente uguale a quella critica, costituiscono i modelli di Friedmann, i quali assumono che la costante cosmologica sia zero. Sul valore della densità media giocherebbe un ruolo importante la materia oscura.
Osservazioni di supernovae distanti e la dettagliata mappatura della radiazione cosmica di fondo hanno mostrato, con sorpresa della maggior parte degli scienziati, che l'espansione dell'Universo non è rallentata dalla gravità, ma sta invece accelerando (le evidenze sono considerate conclusive dalla maggior parte dei cosmologi a partire dal 2002). Ciò, nonostante che le misurazioni più recenti abbiano stimato che la densità media dell'Universo sarebbe pressoché uguale alla densità critica. Nei modelli delineati sulla base dalle equazioni di campo della relatività generale, l'accelerazione corrisponde a un valore positivo della costante cosmologica, che indicherebbe l'esistenza di una quota di energia sconosciuta chiamata energia oscura, responsabile di una pressione negativa opposta alla gravità su grande scala. Il risultato finale in alcuni modelli sarebbe il Big Rip (Grande Strappo).